# Abha Club
Câu lạc bộ bóng đá Abha (tiếng Ả Rập: نادي أبها السعودي) là một câu lạc bộ bóng đá chuyên nghiệp có trụ sở tại Abha, hiện thi đấu ở Saudi Professional League, cấp độ cao nhất của bóng đá Ả Rập Xê Út. Sân nhà của đội là sân vận động Hoàng tử Sultan bin Abdul Aziz.

## Đội hình
Tính đến ngày 7 tháng 2 năm 2021:
| Số | Vị trí | Cầu thủ                | Quốc tịch   |
| -- | ------ | ---------------------- | ----------- |
| 1  | TM     | Abdullah Al-Shammeri   | Ả Rập Xê Út |
| 3  | HV     | Abdullah Al-Zori       | Ả Rập Xê Út |
| 4  | HV     | Saad Natiq             | Iraq        |
| 6  | TV     | Abdulrahman Al-Barakah | Ả Rập Xê Út |
| 7  | TV     | Saleh Al-Amri          | Ả Rập Xê Út |
| 8  | TV     | Uroš Matić             | Serbia      |
| 10 | TV     | Saad Bguir             | Tunisia     |
| 12 | TM     | Abdulrahman Al-Bouq    | Ả Rập Xê Út |
| 13 | HV     | Mohammed Al-Kunaydiri  | Ả Rập Xê Út |
| 14 | TV     | Fahad Al-Jumayah       | Ả Rập Xê Út |
| 15 | TV     | Mutair Al-Zahrani      | Ả Rập Xê Út |
| 16 | TM     | Devis Epassy           | Cameroon    |
| 17 | TĐ     | Tayeb Meziani          | Algérie     |
| 18 | TV     | Nawaf Al-Sadi          | Ả Rập Xê Út |
| 19 | HV     | Amine Atouchi          | Maroc       |
| 20 | TĐ     | Felipe Caicedo         | Ecuador     |
| 21 | TV     | Zakaria Sami           | Ả Rập Xê Út |
| 23 | TV     | Nasser Al-Omran        | Ả Rập Xê Út |
| 25 | TĐ     | Abdulrahamn Al-Alwi    | Ả Rập Xê Út |
| 26 | TV     | Musab Habkor           | Ả Rập Xê Út |
| 27 | TV     | Hassan Al-Qayd         | Ả Rập Xê Út |
| 31 | HV     | Sari Amr               | Ả Rập Xê Út |
| 32 | HV     | Sulaiman Asiri         | Ả Rập Xê Út |
| 33 | TM     | Mansour Jawhar         | Ả Rập Xê Út |
| 34 | TV     | Dries Saddiki          | Hà Lan      |
| 48 | HV     | Waleed Asiri           | Ả Rập Xê Út |
| 54 | TV     | Mohammed Al-Qahtani    | Ả Rập Xê Út |
| 77 | HV     | Ahmed Al-Habib         | Ả Rập Xê Út |
| 80 | TV     | Tariq Al-Shahrani      | Ả Rập Xê Út |
| 86 | TV     | Aseel Al-Harbi         | Ả Rập Xê Út |
| 88 | TV     | Saad Al-Selouli        | Ả Rập Xê Út |
| 90 | TĐ     | Omar Al-Ruwaili        | Ả Rập Xê Út |
| —  | TĐ     | Meshal Al-Mutairi      | Ả Rập Xê Út |